# Dashi

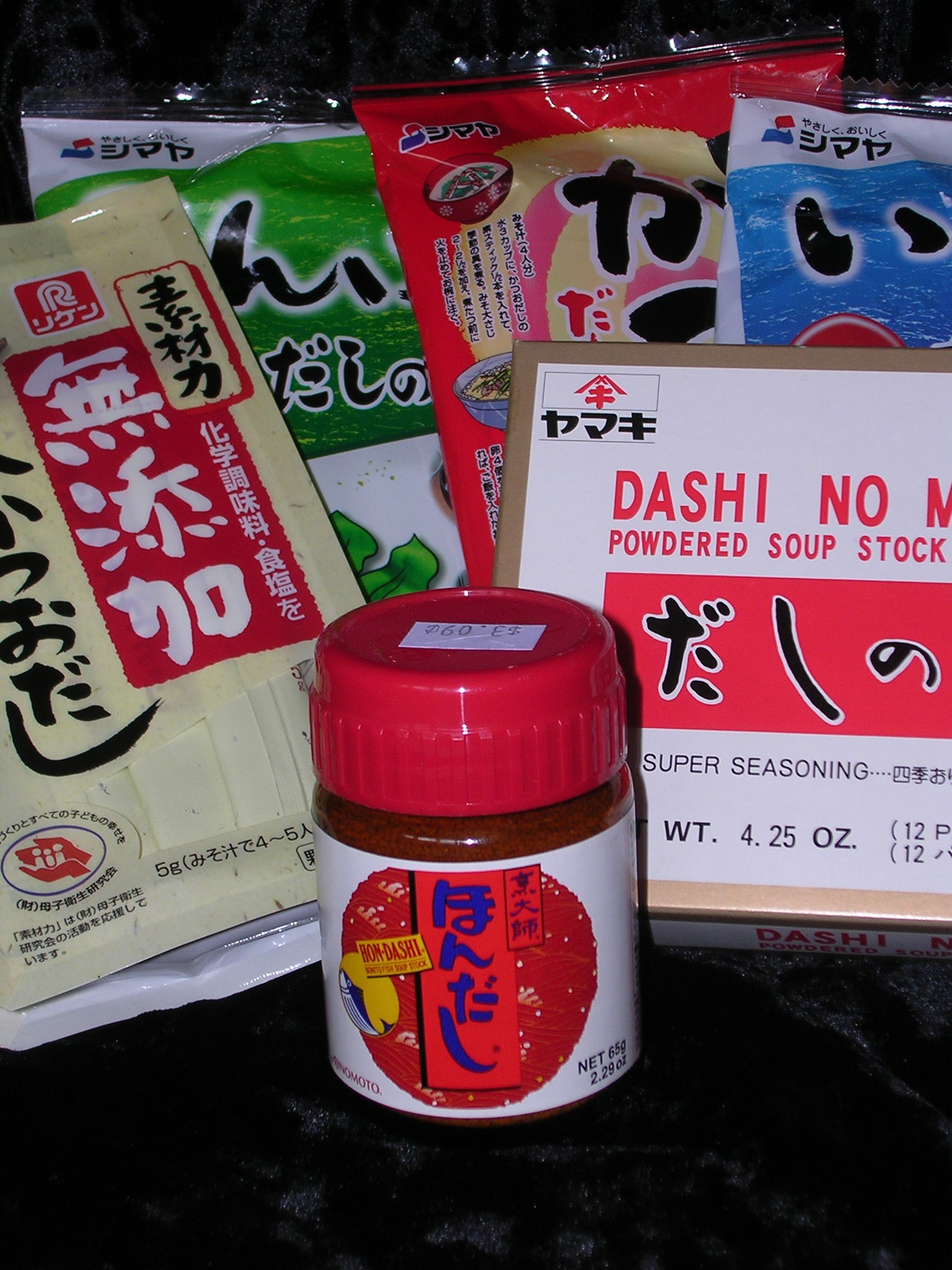
Một số nhãn hiệu phổ biến của dashi ăn liền

Dashi (出汁, だし (Xuất chấp)) là một phiên bản nước dùng dùng trong ẩm thực Nhật Bản. Dashi tạo nên chất làm súp miso, súp nước cốt trong, súp nước cốt mì, và nhiều loại nước hầm để tạo vị mặn ngon còn đựoc gọi là umami. Dashi cũng đựoc trộn vào bột làm một số món nướng như okonomiyaki và takoyaki.

## Sự chuẩn bị
Hình thức phổ biến nhất của dashi là nước dùng đơn giản được làm bằng cách đun nóng nước có chứa kombu (tảo bẹ ăn được) và kezurikatsuo (vỏ của katsuobushi - được bảo quản, cá ngừ vằn lên men hoặc bonito) gần sôi, sau đó làm căng chất lỏng; cá cơm khô hoặc cá mòi có thể được thay thế. Yếu tố của umami, một trong năm vị cơ bản, được đưa vào dashi từ việc sử dụng katsuobushi và kombu. Katsuobushi đặc biệt có hàm lượng natri cao và kombu đặc biệt có nhiều axit glutamic; cả hai kết hợp tạo ra một sức mạnh tổng hợp của umami.
Bột hay chất lỏng dashi ăn liền ngay lập tức thay thế phần lớn các sản phẩm tự chế trong nửa cuối của thế kỷ 20. Dashi nhà làm ít phổ biến ngày nay, thậm chí ở Nhật Bản. So với các hương vị của dashi nhà làm, dashi ăn liền có xu hướng có vị mạnh hơn, hương vị kém phần tinh tế, do việc sử dụng các hương vị hóa học enhancers- glutamat và ribonucleotide.

## Biến thể
Các loại dashi khác được tạo ra bằng cách ngâm tảo bẹ, niboshi hoặc shiitake trong nước trong nhiều giờ hoặc làm nóng chúng trong nước gần sôi và làm căng nước dùng.
- Kombu dashi được làm bằng cách ngâm tảo bẹ trong nước.
- Niboshi dashi được tạo ra bằng cách véo bỏ đầu và nội tạng của cá mòi khô nhỏ, để tránh đắng, và ngâm phần còn lại trong nước.
- Shiitake dashi được làm bằng cách ngâm nấm hương khô trong nước.

## Lịch sử
Năm 1908, hương vị khác thường và mạnh mẽ của tảo bẹ dashi được Kikunae Ikeda xác định là umami, "hương vị thứ năm", được quy cho các thụ thể vị giác của con người phản ứng với axit glutamic.